# 죽포항
죽포항은 전라남도 여수시 돌산읍 죽포리에 위치한 어항이다. 1972년 3월 7일 지방어항으로 지정하여 관리하고 있다. 시설관리자는 여수시장이다.

## 어항구역
본 항의 어항구역은 다음과 같다.
- 수역: 돌산읍 죽포리 국립수산진흥원종묘배양장 물탱크 설치지점 돌출부와 산228번지 돌출부를 연결하는 선내수역

## 어항시설
- 계류시설 165m, 외곽시설 273m

## 주요어종
- 삼치, 갈치